# Ninh phi
Ninh phi Võ thị (chữ Hán: 寧妃武氏; ? - 1734) là một phi tần của Thanh Thế Tông.

## Thân thế
Ninh phi không rõ ngày tháng năm sinh, người huyện Đại Đồng, tỉnh Sơn Tây, Trung Quốc. Vào đầu thời nhà Thanh, gia tộc theo tỳ Tả Mộng Canh (左夢庚) quy phụ Đại Thanh, nhập Hán Quân Tương Hoàng kỳ, thuộc "Đệ tam Tham lĩnh đệ ngũ Tá lĩnh" (第三参领第五佐领), tức Tá lĩnh thứ 5 trong Tham lĩnh thứ 3 của Hán Quân Tương Hoàng kỳ. Thân phụ bà là Tri châu của Thái Châu tên Võ Trụ Quốc. Căn cứ sơ thứ tế văn trong Hoàng triều văn điển (皇朝文典), liền xưng Võ thị là Cựu tộc lệnh viện, mà đại tế văn tắc xưng "Cao môn dục tú", suy đoán Võ thị thành xuất thân thế gia Minh triều.

## Hành trạng
Năm Ung Chính thứ 12 (1734), mùa xuân, Võ thị thông qua Bát kỳ tuyển tú đã xuất hiện trong tài liệu Thanh cung dưỡng án (清宮檔案) ở tháng 4 năm ấy. Từ Khí khố cùng Ngân khố đã bắt đầu thêm một vị Phi. Nhưng không lâu sau, vào ngày 24 tháng 5 (âm lịch) cùng năm, Võ thị qua đời. Ngày hôm sau, Ung Chính Đế dụ lệnh huynh trưởng Võ Khải Hân (武啟欣) của Võ thị từ Bắc Lộ thừa dịch hồi kinh, cũng nhân vì Ninh phi quá cố mà làm một ít đồ vật.
Sơ tế văn của Ninh phi:
| “                           | 璇闈列職夙彰侍奉之勤，紫禁承恩，宜備哀榮之典式頒奠綴用示軫懷，爾寧妃武氏，舊族令媛，內廷華選，性成敏慧，嫺圖史之芳規質，秉溫恭協珩璜之雅度，期綏福祐奄遘薨徂備優卹於彜章晉崇班於妃秩，嗚呼幾筵肇設悵淑醑之空，陳褕翟猶新感，蘭儀之永悶靈其不眛尚克歆承 . Toàn vi liệt chức túc chương thị phụng chi cần, tử cấm thừa ân, nghi bị ai vinh chi điển thức ban điện chuế dụng kỳ chẩn hoài. Nhĩ Ninh phi Võ thị, cựu tộc lệnh viện, nội đình hoa tuyển, tính thành mẫn tuệ, nhàn đồ sử chi phương quy chất, bỉnh ôn cung hiệp hành hoàng chi nhã độ, kỳ tuy phúc hữu yểm cấu hoăng tồ bị ưu tuất vu di chương tấn sùng ban vu phi trật. Ô hô! Kỷ diên triệu thiết trướng thục tữ chi không, trần du địch do tân cảm, lan nghi chi vĩnh muộn linh kỳ bất muội thượng khắc hâm thừa. | ” |
| — Ninh phi Võ thị sơ tế văn | |   |

Năm 1737 thời Càn Long, kim quan Ninh phi được hạ táng ở Phi viên tẩm của Thái lăng (泰陵), Thanh Tây lăng. Tang lễ tương đồng như Lương phi Vệ thị của triều Khang Hi. Bảo đính của Ninh phi nằm ở vị trí thứ nhất bên trái hàng phía trước.

## Trong văn hóa đại chúng
| Năm  | Tác phẩm truyền hình | Nhân vật                                                     | Diễn viên    |
| 2011 | Chân Hoàn truyện     | Ninh tần Diệp Lan Y (nguyên tác Chân Huyên truyện: Diễm tần) | Nhiệt Y Trát |
| 2016 | Mỹ nhân hương        | Vũ Từ Ân                                                     | Tôn Hi       |